# Парламентские выборы в Чехословакии (1946)

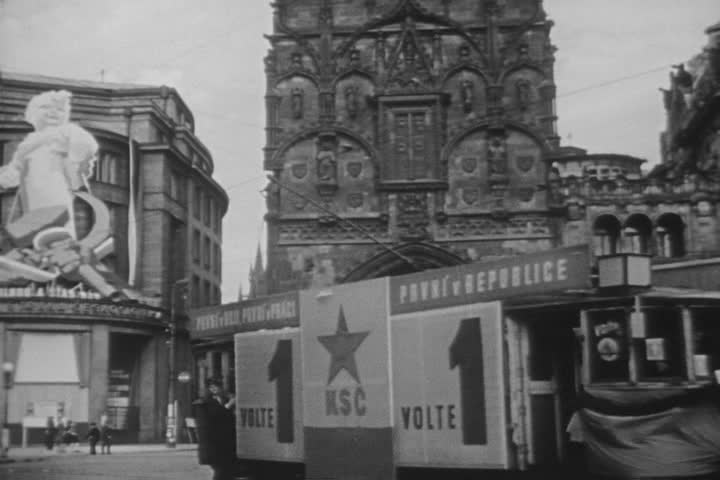
«Volte 1» («Выбирай №1»), предвыборный лозунг КПЧ.

Выборы в Учредительное собрание Чехословакии 1946 года прошли в воскресенье, 26 мая. Было выбрано 300 депутатов чехословацкого парламента. Это были первые выборы в Чехословакии после Второй мировой войны.
Также это были одни из двух свободных выборов в Восточном блоке, вместе с выборами в Венгрии годом ранее. Не прошло и двух лет, как в феврале 1948 года коммунисты устроили государственный переворот и установили неприкрытый коммунистический режим, следующие свободные демократические выборы состоялись только через сорок четыре года. Явка избирателей составила 93,9 %.
В Чехии больше всех голосов собрали коммунисты, а в Словакии демократы.

## Избирательная система
Учредительное национальное собрание Чехословацкой Республики (чеш. Ústavodárné Národní shromáždění republiky Československé) — однопалатный законодательный орган, избранный на два года с целью принятия новой чехословацкой конституции. В соответствии с Конституционным законом от 11 апреля 1946 года об Учредительном национальном собрании, принятым Временным Национальным Собранием Чехословацкой Республики, Учредительное собрание состояло из 300 депутатов, избираемых путём всеобщих равных прямых и тайных выборов на основе пропорционального представительства. Помимо права разработать и принять новую конституцию, Учредительное собрание осуществляло законодательную власть на всей территории Чехословацкой Республики.
Третья Чехословацкая Республика (1945—1948) состояла из трёх самоуправляемых земель, Чешской, Мораво-Силезской и Словацкой. 300 мест в Учредительном собрании были распределены между землями в соответствии с количеством зарегистрированных в списках избирателей по состоянию на 7 мая 1946 года. Таким образом, 150 депутатов избиралось в Чешской земле, 81 в Моравско-Силезской и 69 в Словацкой. Территория Чехословакии была разделена на 28 избирательных округов, между которыми затем были распределены мест в соответствии с количеством действительных голосов, поданных на выборах, на основе так называемого провинциального числа мандатов, определяемого пропорционально от общего числа действительных голосов страны.
Согласно статье 3-й закона об Учредительном собрании голосовать на выборах получили «все граждане республики чешской, словацкой или другой славянской национальности, независимо от пола, старше 18 лет и соблюдающие другие условия Закона о выборах в Учредительное национальное собрание». В соответствии со статьёй 4-й избираться в Учредительное собрание могли только граждане славянской национальности, независимо от пола и старше 21 года. Хотя согласно «Закону о внесении изменений в постоянные списки избирателей» от 25 февраля 1946 года в постоянные списки избирателей были зачислены все граждане возрождённой Чехословацкой Республики, достигшие 18-летнего возраста в день голосования, но так как ещё 2 августа 1945 года вышел указ президента Эдварда Бенеша о лишении чехословацкого гражданства лиц немецкой и венгерской национальности, то фактически избирательное право было сохранено за гражданами славянской национальности, в то время как чехословацкие немцы и венгры были лишены права участвовать в выборах.
К выборам были допущены только восемь политических партий, которые действовали на 30 апреля 1946 года и являлись членами Национального фронта чехов и словаков, с тем расчётом, что после выборов все партии будут участвовать в правительстве. Голосование было обязательным для избирателей. Желающие выразить своё несогласие с политикой Национального фронта могли воздержаться, опустив в урну незаполненный (так называемый белый) бюллетень.

## Кандидаты
В Чешской и Моравско-Силезской землях был представлен единый список от Национального фронта чехов и словаков, содержащий 40 кандидатов от четырёх политических партий (Коммунистическая партия Чехословакии, Чехословацкая национально-социалистическая партия, Чехословацкая социал-демократия и Чехословацкая народная партия) и такое же количество кандидатов от ряда национальных организаций: 10 от Центрального совета профсоюзов, 8 от Объединённого союза чешских фермеров, 4 от Центрального совета кооперативов, по 3 от Центрального национального комитета по физическому воспитанию и Союза чешской молодёжи, по 2 от Центрального профсоюза и Центрального союза ремесел, а также 8 кандидатов от других общественных организаций.
В Словакии также был выставлен единый список кандидатов Национального фронта, который включал 40 кандидатов от Коммунистической и Демократической партий, по 4 кандидата от Управления профсоюзов Словакии и Объединённого союза словацких фермеры, по 2 от Союза словацкой молодёжи и Союза словацких женщин, 1 беспартийный кандидат, 5 мест были зарезервированы для украинцев.

## Опрос
| Дата | Организатор опроса | КПЧ         | ЧНСП | ЧНП  | ЧСДП | Белые бланки | Примечание |      |      |     |                          |
| ---- | ------------------ | ----------- | ---- | ---- | ---- | ------------ | ---------- | ---- | ---- | --- | ------------------------ |
| Дата | Организатор опроса | Апрель 1946 | ÚVVM | 39,6 | 22,5 | Белые бланки | Примечание | 19,2 | 16,0 | 2,7 | Только Богемия и Моравия |

## Результаты выборов
В общей сложности на выборах проголосовали 7 099 411 избирателей. Коммунисты достигли наилучших результатов в районах, из которых первоначальное немецкое население было замещено славянским, прежде всего в районе Тахов — 70,45 % голосов. Хотя в Словакии большинство голосов (61,43 %) получила Демократическая партия, успешное выступление Коммунистической партии в Чешской земле позволило коммунистам занять первое место, получив больше всего мест в Учредительном собрании.

### Результаты выборов по всей стране

#### Общие результаты

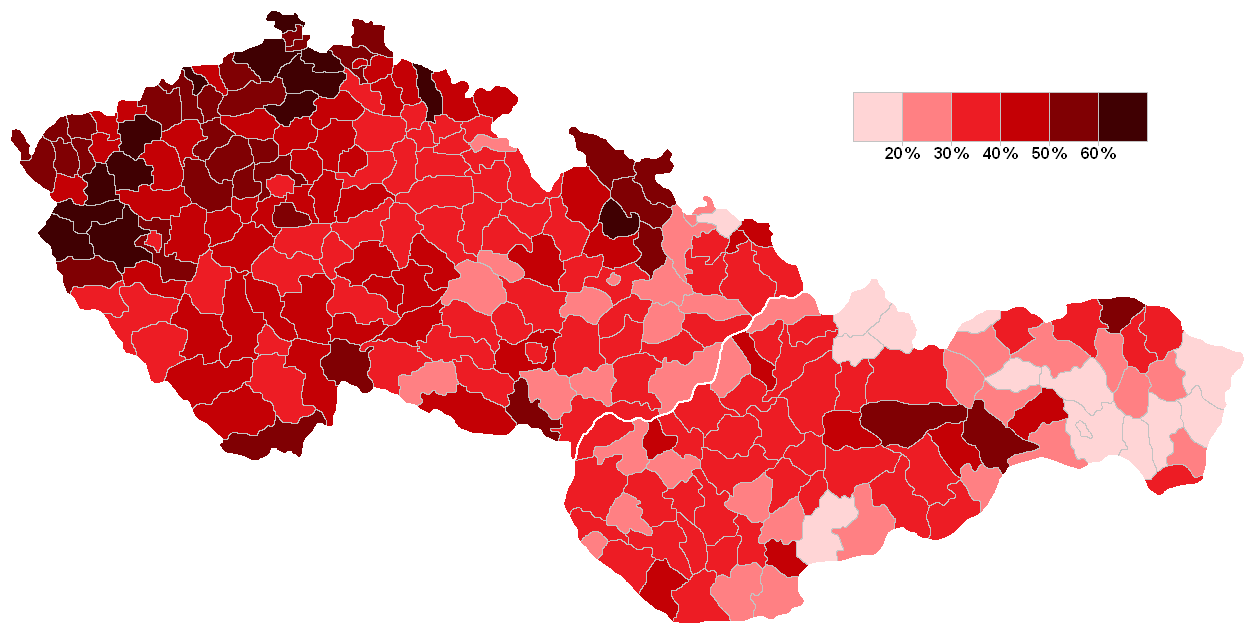
Результаты обеих коммунистических партий (КПЧ и КПС) по районам Чехословакии

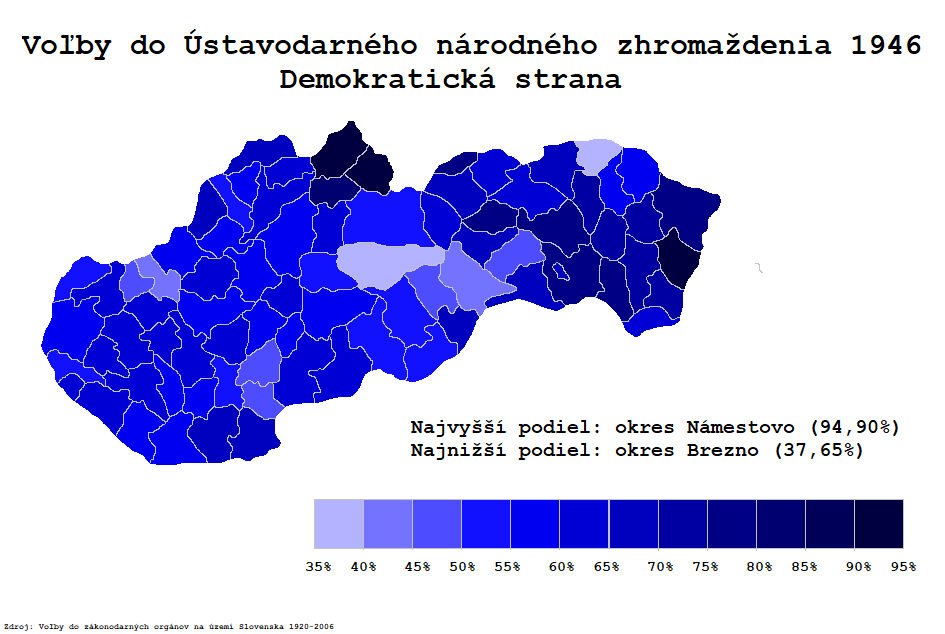
Результаты Демократической партии по районам Словакии

|                             |                                                   |           |        |               |  |  |  |
| Партия                      | Партия                                            | Голосов   | %      | Мест получено |  |  |  |
|                             | Коммунистическая партия Чехословакии              | 2 205 697 | 31,19  | 93            |  |  |  |
|                             | Чехословацкая национально-социалистическая партия | 1 298 980 | 18,37  | 55            |  |  |  |
|                             | Чехословацкая народная партия                     | 1 111 009 | 15,71  | 46            |  |  |  |
|                             | Демократическая партия                            | 999 622   | 14,14  | 43            |  |  |  |
|                             | Чехословацкая социал-демократическая партия       | 855 538   | 12,10  | 37            |  |  |  |
|                             | Коммунистическая партия Словакии                  | 489 596   | 6,92   | 21            |  |  |  |
|                             | Партия свободы                                    | 60 195    | 0,85   | 3             |  |  |  |
|                             | Партия труда                                      | 50 079    | 0,71   | 2             |  |  |  |
| Всего                       | Всего                                             | 7 070 716 | 100,00 | 300           |  |  |  |
|                             |                                                   |           |        |               |  |  |  |
| Действительных бюллетеней   | Действительных бюллетеней                         | 7 070 716 | 99,17  |               |  |  |  |
| Недействительных бюллетеней | Недействительных бюллетеней                       | 27 250    | 0,38   |               |  |  |  |
| Пустых бюллетеней           | Пустых бюллетеней                                 | 32 177    | 0,45   |               |  |  |  |
| Всего бюллетеней            | Всего бюллетеней                                  | 7 130 143 | 100,00 |               |  |  |  |
| Явка избирателей            | Явка избирателей                                  | 7 596 947 | 93,86  |               |  |  |  |
| Источник: Nohlen & Stöver   |                                                   |           |        |               |  |  |  |

#### Результаты по Богемии, Моравии и Силезии
| Партия                        | Партия                                            | Голосов   | %      | Мест получено |
| ----------------------------- | ------------------------------------------------- | --------- | ------ | ------------- |
|                               | Коммунистическая партия Чехословакии              | 2 205 697 | 40,31  | 93            |
|                               | Чехословацкая национально-социалистическая партия | 1 298 980 | 23,74  | 55            |
|                               | Чехословацкая народная партия                     | 1 111 009 | 20,31  | 46            |
|                               | Чехословацкая социал-демократическая партия       | 855 538   | 15,64  | 37            |
| Всего                         | Всего                                             | 5 471 224 | 100,00 | 231           |
| Источник:Statistical Handbook |                                                   |           |        |               |

#### Результаты по Словакии
| Партия                        | Партия                           | Голосов   | %      | Мест получено |
| ----------------------------- | -------------------------------- | --------- | ------ | ------------- |
|                               | Демократическая партия           | 999 622   | 62,50  | 43            |
|                               | Коммунистическая партия Словакии | 489 596   | 30,61  | 21            |
|                               | Партия свободы                   | 60 195    | 3,76   | 3             |
|                               | Партия труда                     | 50 079    | 3,13   | 2             |
| Всего                         | Всего                            | 1 599 492 | 100,00 | 69            |
| Источник:Statistical Handbook |                                  |           |        |               |

## Последствия выборов
Результаты выборов 1946 года означали укрепление Коммунистической партии Чехословакии. Поэтому главой нового правительства, сформированного по итогам выборов, стал руководитель коммунистов Клемент Готтвальд. Чешские и словацкие коммунисты получили около половины мест в правительстве (семь и два соответственно), однако система Национального фронта и широкой коалиции партий сохранилась и в нём были представлены все партии Национального фронта (кроме мелких словацких). Национальные социалисты, Народная партия и словацкие демократы получили по четыре места в правительстве, социал-демократы — 3, ещё два министерства возглавили беспартийные. Однако коммунисты постепенно усиливали контроль над страной. После того, как некоммунистические министры 25 февраля 1948 года вышли из кабинета, коммунисты захватили полный контроль над страной.
Выборы также определили состав других законодательных и самоуправляющихся органов. Например, по их результатам были внесены изменения в состав Словацкого национального совета. В соответствии с Постановлением Словацкого национального совета №91/1946 об обновлении по результатам выборов в Учредительное собрание политические партии должны были представить список кандидатов в Совет. Аналогичным образом результаты общенациональных выборов были применены к перераспределению мест в местных национальных комитетах. На Чешских землях это означало значительное усиление Коммунистической партии в местных и районных комитетах. Коммунисты получили абсолютное большинство мест в 37,5 % местных национальных комитетов, а из 163 председателей районных национальных комитетов 128 представляли теперь Коммунистическую партию.